# Overkill
Overkill е вторият албум на Моторхед, който излиза през 1979 година. Това е първият техен съвместен проект с Бронз Рекърдс и се закотвя на 24-та позиция в Британските класации. Плочата е със силно влияние сред британската пънк култура от това време, и постила пътя пред движението Ю Кей 82. Списание Керанг решава да го помести в списъка си „100-те най-велики хевиметъл албума на всички времена“, където е поставен под номер 46.

## Предистория
Бронз Рекърдс осигуряват договор на Моторхед през 1978 и им дават свободно време, за да музицират в Уесекс Студиос в Лондон, където записват Louie Louie на Ричард Бери и новото парче Tear Ya Down. Бандата прави турнета в подкрепа на сингъла Louie Louie, който има умерена популярност, а Чисуик издават албума в бял винилов формат. В документалната поредица Classic Albums, където се обсъжда създаването на Ace of Spades, Джери Брон от Бронз Рекърдс споделя следното: „Първият път, когато чух Моторхед, беше един техен сингъл, който бях промотирал, без да съм го чул. Това беше Louie Louie, и усещането беше абсолютно ужасяващо. Помислих си, това е най-лошият запис, който някога съм чувал, и изпаднах в шок. Но шокът беше още по-голям, когато този ужасяващ запис отиде директно в класациите под номер 72. Но промотирането беше един вид услуга.“
Сингълът се представя добре в продажбите и на бандата е отредено място във „Върхът на попа“ на БиБиСи. Бронз, съответно, се уверяват, че трябва да дадат на рокерите възможност за запис на втори албум. В книгата Overkill от 2011 г. биографът Джоуъл Макайвър цитира китариста Фаст (истинско име Еди Кларк), който казва: „Имахме толкова много фалстартове и разочароващи моменти, че когато Overkill се появи през 1978 г., имахме в наличност много енергия и много идеи. Просто чакахме за възможност да покажем на какво сме способни. Имахме и много фенове, и винаги сме чувствали преданост към тях – тези, с които сме били от самото начало.“ В разговор с Джеймс Макнеър от Моуджоу от 2011 г., вокалистът и бас-китарист Леми се съгласява – „Когато се появи Overkill, ние избистряхме нашето звучене.“

## Записване и композиция
Част от продуцирането на албума е поверена на легендата Джими Милър, който преди това е имал работа с Трафик и Ролинг Стоунс, и записва в Раундхаус Студиос и Саунд Девелъпмънт Студиос в Лондон. Damage Case е отчасти написана от групата, и отчасти от Мик Фарън от Девиънтс. В автобиографичната си книга White Line Fever, Леми твърди, че намира думите към Metropolis „в рамките на пет минути“, след като вижда филм с това име в Електрик Синема на ул. „Портбело Роуд“.